# Прекуп, Владимир Фёдорович
Владимир Фёдорович Прекуп (25 июля 1915, Думены, Хотинский уезд, Бессарабская губерния, Российская империя — 25 марта 1969, Трушены, Кишинёв) — председатель колхоза имени Мичурина Страшенского района Молдавской ССР, Герой Социалистического Труда (30.04.1966).

## Биография
Родился в селе Думены, в советское время — Ново-Селицкий район Черновицкой области УССР.
Подпольщик, активный участник революционной борьбы в оккупированной румынами Бессарабии. В 1941 году окончил агрономический факультет Кишинёвского сельскохозяйственного института им. Фрунзе.
После начала войны — в эвакуации в Таджикистане (Ленинабадская область). Мобилизован 5 декабря 1943 года и как молдаванин зачислен в 1-ю румынскую добровольческую пехотную дивизию им. Т. Владимиреску, с марта 1944 года воевавшую на 2-м Украинском фронте. Заместитель по культмассовой работе командира отдельной разведывательной роты, капитан. Награждён орденом Красной Звезды (25.01.1945) и военным орденом Румынии.
В начале 1955 года в числе тридцатитысячников направлен на подъём сельского хозяйства. Работал председателем колхоза имени Мичурина, центральная усадьба — село Трушены Страшенского района Молдавской ССР. Сразу же приступил к реконструкции виноградников, внедрению перспективных высокоурожайных сортов. Этой работой потом занимался постоянно. Особое внимание уделял механизации и электрификации производства.
До введения гарантированной денежной оплаты ежегодно выдавал колхозникам по 20-35 руб. и более на трудодень. В 1957 г. оплата трудодня составила 45 руб. деньгами и 1 кг зерном, а также другими продуктами.
За большой личный вклад в развитие сельскохозяйственного производства награждён орденом Ленина (15.02.1957).
В 1965 году его колхоз получил винограда по 81,3 ц/га и продал государству около 11000 т продукции. Только от реализации виноградарства получено 3,3 млн руб., что составило 68 % всех денежных доходов. Себестоимость центнера винограда 13 р. 50 к., рентабельность виноградарства как отрасли — 121 %. Это позволило колхозу отчислить в неделимый фонд 925 тыс. руб. и выдать на оплату труда 2 млн 793 тыс. руб. Стоимость человеко-дня составила 4 р. 32 к.
В период его руководства колхоз построил в селе Трушены больницу на 75 коек, родильный дом и аптеку.
Герой Социалистического Труда (30.04.1966).
Член КПСС с 1951 года. Член ЦК Компартии Молдавии с 1966 года.
Умер в селе Трушены 25.03.1969. Его именем названа улица.